# 139-я танковая бригада
 139-я отдельная танковая бригада  — танковая бригада Красной армии в годы Великой Отечественной войны.
Сокращённое наименование — 139 отбр.

## Боевой и численный состав
Бригада сформирована по штатам №№ 010/345-010/352 от 15.02.1942 г.:
- Управление бригады [штат № 010/345]
- 1-й отд. танковый батальон [штат № 010/346] бывший 219-й отд. танковый батальон
- 2-й отд. танковый батальон [штат № 010/346] бывший 220-й отд. танковый батальон
- Мотострелково-пулеметный батальон [штат № 010/347]
- Противотанковая батарея [штат № 010/348]
- Зенитная батарея [штат № 010/349]
- Рота управления [штат № 010/350]
- Рота технического обеспечения [штат № 010/351]
- Медико-санитарный взвод [штат № 010/352]

## Подчинение
Периоды вхождения в состав Действующей армии:
- с 09.06.1942 по 29.09.1942 года.

| Дата            | Фронт (округ)                  | Армия | Корпус               | Дивизия | Бригада | Примечания |
| --------------- | ------------------------------ | ----- | -------------------- | ------- | ------- | ---------- |
| 01.04.1942 года | Северокавказский военный округ |       |                      |         |         |            |
| 01.05.1942 года | Северокавказский военный округ |       |                      |         |         |            |
| 01.06.1942 года | РВГК                           |       | 14-й танковый корпус |         |         |            |
| 01.07.1942 года | Юго-западный фронт             |       | 14-й танковый корпус |         |         |            |
| 01.08.1942 года | Северокавказский фронт         |       | 14-й танковый корпус |         |         |            |
| 01.09.1942 года | Закавказский фронт             |       | 14-й танковый корпус |         |         |            |

## Командиры

### Командиры бригады
- Лещев Иван Александрович, полковник, 00.02.1942 - 01.07.1942 года.[1]
- Болдырев Валериан Абрамович, старший батальонный комиссар, врио, 22.07.1942 - 29.09.1942 года.[2]

### Начальники штаба бригады
- Тарасов , старший лейтенант, 00.02.1942 - 10.04.1942 года.[3]
- Шевлев Г. М., майор, 10.04.1942 - 00.05.1942 года.[4]
- Махно Ефим Климентьевич, майор. 02.06.1942 - 11.07.1942 года.[5]
- Кожевников Пётр Иванович, майор, 11.07.1942 - 23.08.1942 года.[6]
- Махно Ефим Климентьевич, майор, 23.08.1942 - 29.09.1942 года.

### Начальник политотдела, заместитель командира по политической части
- Белан Александр Петрович, батальонный комиссар, 19.03.1942 - 29.09.1942 года.